# Antonina Jefremowa
Antonina Ołeksandriwna Jefremowa (ukr. Антоніна Олександрівна Єфремова; ur. 19 lipca 1981 w Czasiw Jarze) – ukraińska lekkoatletka specjalizująca się w biegu na 400 metrów.
Złota (2007) oraz brązowa (2005) medalistka Uniwersjady w biegu sztafetowym 4 × 400 metrów. Młodzieżowa mistrzyni Europy w biegu na 400 metrów oraz brązowa medalistka młodzieżowych mistrzostw Europy w sztafecie 4 × 400 metrów z 2001 roku. Dwukrotna uczestniczka igrzysk olimpijskich (2004, 2008), w Atenach awansowała do półfinału biegu na 400 metrów. Reprezentowała Ukrainę w mistrzostwach świata, mistrzostwach Europy, halowych mistrzostwach świata, halowych mistrzostwach Europy, Pucharze Europy oraz drużynowych mistrzostwach Europy.
Medalistka mistrzostw Ukrainy oraz halowych mistrzostw Ukrainy.
Wynik, który uzyskała w sztafecie 4 × 400 metrów podczas mistrzostw świata w 2009 roku został anulowany z powodu wykrycia dopingu u jednej z uczestniczek tej sztafety, Tetiany Petluk. W próbkach krwi pobranych od Jefremowej w trakcie mistrzostw świata w 2011 wykryto syntetyczny testosteron wobec czego wyniki uzyskane przez nią w biegu na 400 metrów oraz sztafecie 4 × 400 metrów podczas zawodów w Daegu zostały anulowane a sama zawodniczka została zdyskwalifikowana na 2 lata.

## Rezultaty
| Rok  | Impreza                                 | Miejsce    | Konkurencja        | Pozycja    | Wynik   |
| ---- | --------------------------------------- | ---------- | ------------------ | ---------- | ------- |
| 2000 | Mistrzostwa świata juniorów             | Santiago   | bieg na 400 m      | półfinał   | 54,29   |
| 2000 | Mistrzostwa świata juniorów             | Santiago   | sztafeta 4 × 400 m | 6. miejsce | 3:37,83 |
| 2001 | Młodzieżowe mistrzostwa Europy          | Amsterdam  | bieg na 400 m      | 1. miejsce | 52,29   |
| 2001 | Młodzieżowe mistrzostwa Europy          | Amsterdam  | sztafeta 4 × 400 m | 3. miejsce | 3:34,16 |
| 2002 | Superliga Pucharu Europy                | Annecy     | bieg na 400 m      | 1. miejsce | 50,70   |
| 2002 | Mistrzostwa Europy                      | Monachium  | bieg na 400 m      | 6. miejsce | 52,02   |
| 2003 | Halowe mistrzostwa świata               | Birmingham | bieg na 400 m      | eliminacje | 53,64   |
| 2003 | Halowe mistrzostwa świata               | Birmingham | sztafeta 4 × 400 m | 5. miejsce | 3:36,18 |
| 2003 | Mistrzostwa świata                      | Paryż      | bieg na 400 m      | półfinał   | 53,19   |
| 2003 | Mistrzostwa świata                      | Paryż      | sztafeta 4 × 400 m | eliminacje | 3:29,65 |
| 2004 | Halowy Puchar Europy                    | Lipsk      | bieg na 400 m      | 1. miejsce | 52,41   |
| 2004 | Superliga Pucharu Europy                | Bydgoszcz  | bieg na 400 m      | 2. miejsce | 51,79   |
| 2004 | Igrzyska olimpijskie                    | Ateny      | bieg na 400 m      | półfinał   | 51,90   |
| 2004 | Igrzyska olimpijskie                    | Ateny      | sztafeta 4 × 400 m | eliminacje | 3:28,62 |
| 2005 | Halowe mistrzostwa Europy               | Madryt     | sztafeta 4 × 400 m | 4. miejsce | 3:31,67 |
| 2005 | Superliga Pucharu Europy                | Florencja  | bieg na 400 m      | 2. miejsce | 51,56   |
| 2005 | Superliga Pucharu Europy                | Florencja  | sztafeta 4 × 400 m | 3. miejsce | 3:26,72 |
| 2005 | Mistrzostwa świata                      | Helsinki   | bieg na 400 m      | eliminacje | 52,89   |
| 2005 | Mistrzostwa świata                      | Helsinki   | sztafeta 4 × 400 m | 5. miejsce | 3:28,00 |
| 2005 | Uniwersjada                             | Izmir      | sztafeta 4 × 400 m | 3. miejsce | 3:28,23 |
| 2007 | Uniwersjada                             | Bangkok    | bieg na 400 m      | 4. miejsce | 52,09   |
| 2007 | Uniwersjada                             | Bangkok    | sztafeta 4 × 400 m | 1. miejsce | 3:29,59 |
| 2007 | Mistrzostwa świata                      | Osaka      | sztafeta 4 × 400 m | eliminacje | 3:30,76 |
| 2008 | Halowe mistrzostwa świata               | Walencja   | bieg na 400 m      | 4. miejsce | 51,53   |
| 2008 | Igrzyska olimpijskie                    | Pekin      | bieg na 400 m      | eliminacje | 53,22   |
| 2009 | Mistrzostwa świata                      | Berlin     | sztafeta 4 × 400 m | DSQ        | 3:30,76 |
| 2010 | Halowe mistrzostwa świata               | Doha       | bieg na 400 m      | eliminacje | 53,97   |
| 2010 | Superliga drużynowych mistrzostw Europy | Bergen     | bieg na 400 m      | 2. miejsce | 52,47   |
| 2010 | Superliga drużynowych mistrzostw Europy | Bergen     | sztafeta 4 × 400 m | 2. miejsce | 3:27,60 |
| 2010 | Mistrzostwa Europy                      | Barcelona  | bieg na 400 m      | 5. miejsce | 51,67   |
| 2010 | Mistrzostwa Europy                      | Barcelona  | sztafeta 4 × 400 m | 4. miejsce | 3:28,03 |
| 2011 | Halowe mistrzostwa Europy               | Paryż      | sztafeta 4 × 400 m | 6. miejsce | 3:34,08 |
| 2011 | Superliga drużynowych mistrzostw Europy | Sztokholm  | bieg na 400 m      | 1. miejsce | 51,02   |
| 2011 | Superliga drużynowych mistrzostw Europy | Sztokholm  | sztafeta 4 × 400 m | 2. miejsce | 3:28,13 |
| 2011 | Mistrzostwa świata                      | Daegu      | bieg na 400 m      | DSQ        | 50,88   |
| 2011 | Mistrzostwa świata                      | Daegu      | sztafeta 4 × 400 m | DSQ        | 3:23,86 |

## Rekordy życiowe
- bieg na 400 metrów (hala) – 51,53 (9 marca 2008, Walencja)
- bieg na 400 metrów (stadion) – 50,69 (31 maja 2011, Jałta)